# Herman Tymiński
Herman Tymiński (German Tymiński; ru: Герман Тиминский; né en 1843 à Boćki – mort le 12 mars 1896 à Krasnystok, aujourd’hui Różanystok) est un prêtre orthodoxe actif dans le Gouvernorat de Grodno de l’Empire russe. Il est connu pour son long et dévoué ministère dans la ville de Krasnystok, où il a revitalisé la vie religieuse.

## Biographie
Michel (Michał) Tymiński (fils de Grégoire (Grzegorz)), le grand-père d’Herman, est un prêtre uniate dans le village de Andryjanki, au service du comte Potocki. Le père d’Herman, Jacques (Jakub) Tymiński, est également prêtre uniate à Drohiczyn et Boćki. Les deux frères d'Herman étaient également prêtres orthodoxes: Pierre (1879–1908), dans les églises de Strugi-Buklicze et de Rubel, et Platon (1832–1893), dans l’église de la Transfiguration d’Oltush et à Włodawa. Le dernier prêtre de la famille fut le fils de Piotr, Afanasy (Афанасий, né en 1860), qui exerça les fonctions de curé à l’église de Synkovichskaya, à l’église Saint-Vladimir de Grodno, à l’église Saint-Nicolas de Nikolskoye-Gagarino et à l’église Saint-Michel-Archange de Mikhailovskoye,,.
Tymiński étudie au Séminaire théologique lituanien et est ordonné prêtre le 17 janvier 1864. Sa première affectation est l’église paroissiale de Łasza dans le district de Grodno.
Avant 1871, il s’installe probablement à Boćki, où son fils Jan, est né.
Peu après, il est transféré à Krasnystok. Le père Herman y a exercé pendant 24 ans.
Il est décédé du typhus abdominal et du typhus épidémique le 12 mars 1896, pleinement conscient, bénissant son épouse et ses enfants avant sa mort.

## Héritage
Krasnystok est connu pour son icône miraculeuse de la Mère de Dieu et attire de nombreux pèlerins. Lorsque le père Herman a pris en charge la paroisse, tout était en déclin et en ruine. C’est uniquement grâce à l’énergie infatigable, au tact et au talent du défunt père Herman que l’orthodoxie attire de nouveau des milliers de pèlerins, tant orthodoxes que catholiques, auprès de l’icône miraculeuse de Krasnystok. Les uniates des paroisses voisines, qui évitaient systématiquement leurs propres églises, viennent désormais presque tous se confesser et recevoir les saints mystères à Krasnystok. Restaurer la renommée et la piété d’autrefois à Krasnystok n’a pas été chose facile. La haine et l’hostilité, à la fois cachées et ouvertes, régnaient tout autour — cherchant à paralyser tout effort et à discréditer les réalisations de l’Église orthodoxe. Une tâche qui semblait au-delà des capacités d’un seul homme a pourtant été accomplie par un humble serviteur, qui n’a jamais proclamé ses œuvres devant les hommes."
De sa vie de service humble est né un dicton : « L’honneur d’un homme de bien sera rappelé de génération en génération. »
Il est l’arrière-grand-père de Danuta Siedzikówna et Wiesława Korzeń.